# 乙酸钐
乙酸钐是钐的乙酸盐，化学式为Sm(CH3COO)3，别名醋酸钐，存在无水物和四水合物。其四水合物可由氧化钐在50%乙酸溶液中溶解，结晶、真空干燥得到。混阴离子乙酸盐[Sm(CH3COO)(H2O)6]Cl2·H2O和[Sm(CH3COO)2(H2O)3]Cl可分别由SmCl3·6H2O和SmOCl的乙酸溶液中结晶得到。